# Hijes
Hijes – gmina w Hiszpanii, w prowincji Guadalajara, w Kastylii-La Mancha, o powierzchni 20,77 km². W 2011 roku gmina liczyła 29 mieszkańców.